# 紐卡素 (阿拉巴馬州)
紐卡素（英語：New Castle）是一個位於美國阿拉巴馬州傑佛遜縣的非建制地區。該地的面積和人口皆未知。

## 地理
紐卡素的座標為33°38′56″N 86°46′07″W / 33.64889°N 86.76861°W，而該地的平均海拔高度為162米（即531英尺）。